# Renaissance d'Água Grande
Renaissance d'Água Grande est un parti politique du district santoméen d'Água Grande, dirigé par Elsa Pinto.
Il se présente aux élections municipales de 2006, et remporte deux sièges au Conseil du district d'Água Grande, face à la coalition au pouvoir Mouvement pour les forces de changement démocratique-Parti de convergence démocratique.